# Straßenbahnmuseum Darmstadt-Kranichstein
Das Straßenbahnmuseum Darmstadt-Kranichstein (offiziell: Straßenbahndepot für historische Fahrzeuge) war ein 2012 eröffnetes Straßenbahnmuseum in Darmstadt-Kranichstein. Es befand sich in der Wendeschleife der Endhaltestelle am Bahnhof Darmstadt-Kranichstein der Rhein-Main-Bahn (Darmstadt-Aschaffenburg).
Das Straßenbahndepot war Teil der Route der Industriekultur.
Es befinden sich (Stand Mai 2023) keine historischen Fahrzeuge mehr in der Abstellhalle, vielmehr wird diese zur Inbetriebnahme und Abstellung der neuen Straßenbahnen vom Typ ST15 verwendet. Die Exponate wurden in die Räumlichkeiten des ehemaligen „Chaplin Bowling“ in der Marburger Straße verbracht.
Da die Abstellhalte auch in Zukunft von Heag Mobilo für die Wartungsarbeiten des Regelfuhrparks benötigt wird, ist eine Rückkehr der historischen Fahrzeuge an diese Örtlichkeit ausgeschlossen.

## Varia
Aus baurechtlichen Gründen ist an dem jetzigen Standort kein Museum möglich; daher ist das Straßenbahndepot für historische Fahrzeuge maximal viermal im Jahr meistens zu den Bahnwelttagen der Bahnwelt Darmstadt Kranichstein geöffnet.
Die Dampfstraßenbahn Feuriger Elias ist aus logistischen Gründen nicht im Depot in Kranichstein stationiert; sondern im Depot an der Haltestelle Frankenstein in Darmstadt-Eberstadt.

## Geschichte
Die  Initiative für den Aufbau eines Straßenbahnmuseums ging vom Eisenbahnmuseum Darmstadt-Kranichstein aus, das 1996 vorschlug, das 1997 anstehende 100-jährige Jubiläum der elektrischen Straßenbahn mit Dampfstraßenbahnen zu begehen. Diese waren von 1886 bis 1922 in Darmstadt im Einsatz gewesen. Schon bald kam der Wunsch auf, auch historische elektrische Fahrzeuge zu bewahren, so dass sich 1998 die ARGE („Arbeitsgemeinschaft  Historische  HEAG-Fahrzeuge  im  Eisenbahnmuseum  Darmstadt-Kranichstein  e.  V.“) konstituierte.

## Abbildungen

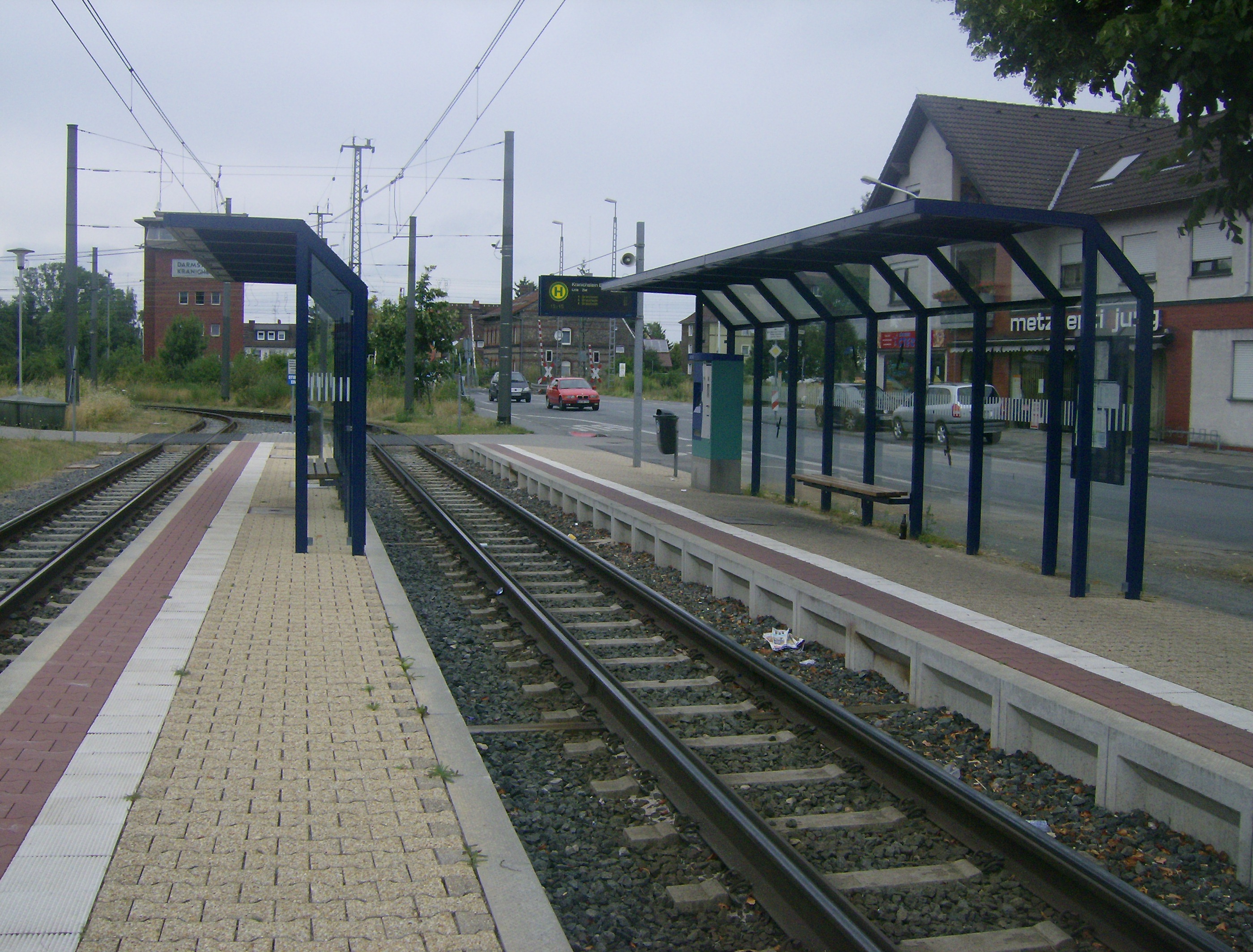
Straßenbahnendhaltestelle am Straßenbahnmuseum (2008)
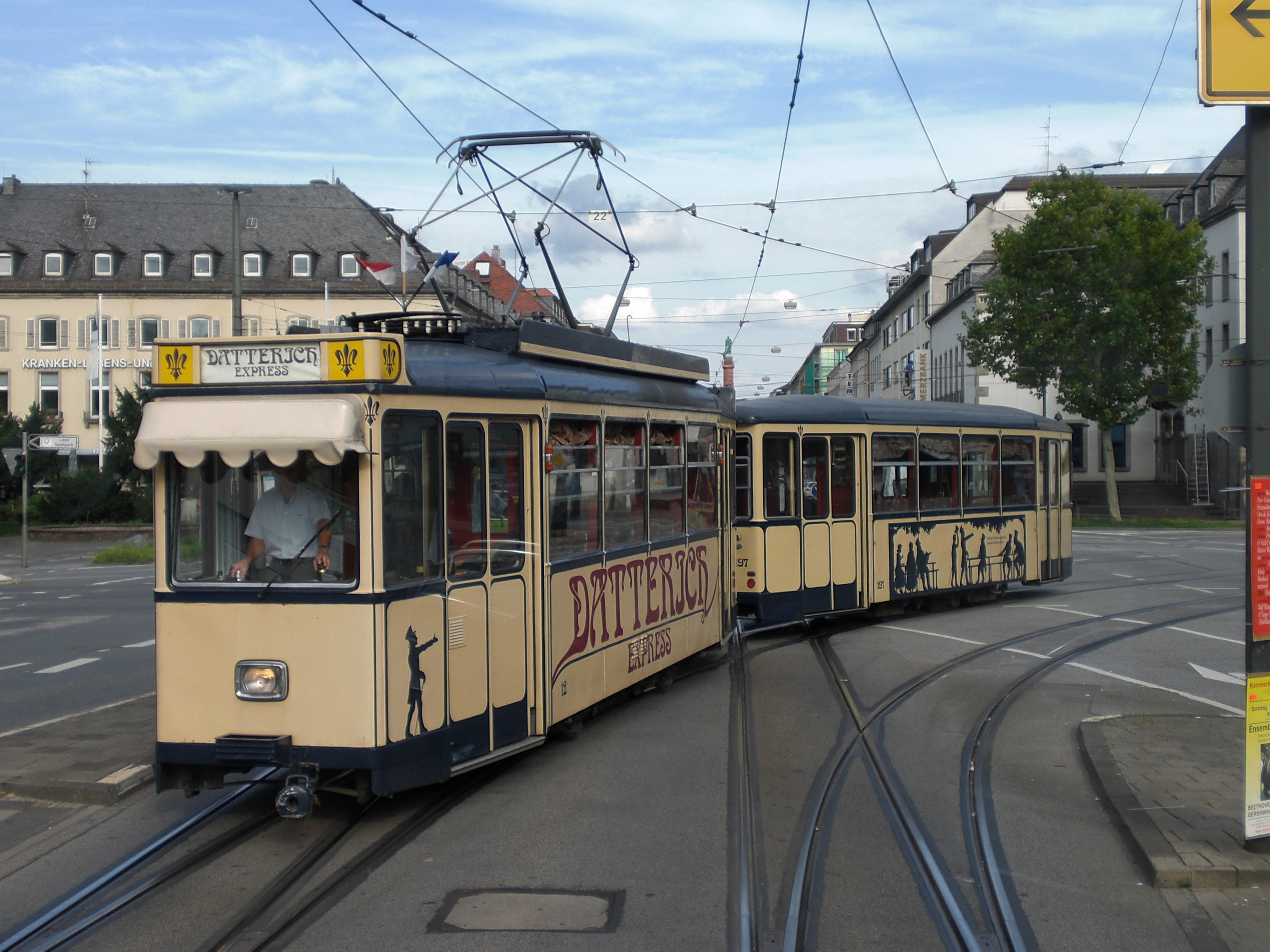
ST6 Tw.12 + SB6 Bw.197 Datterich Express (2010)
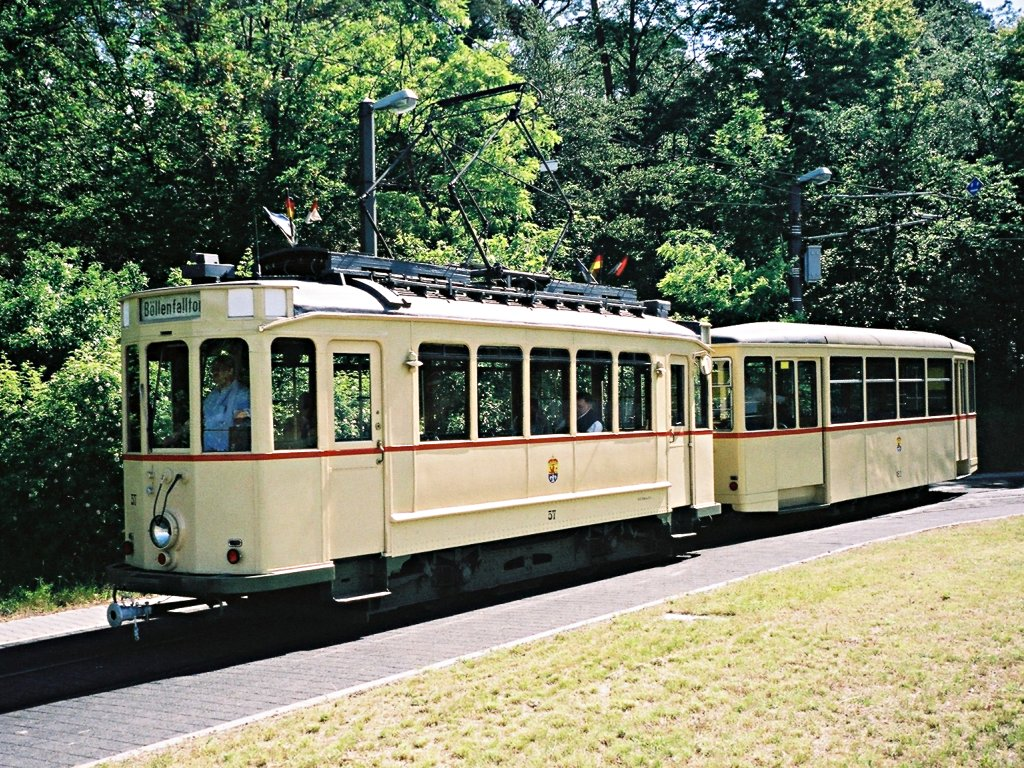
Triebwagen 57 (2004)
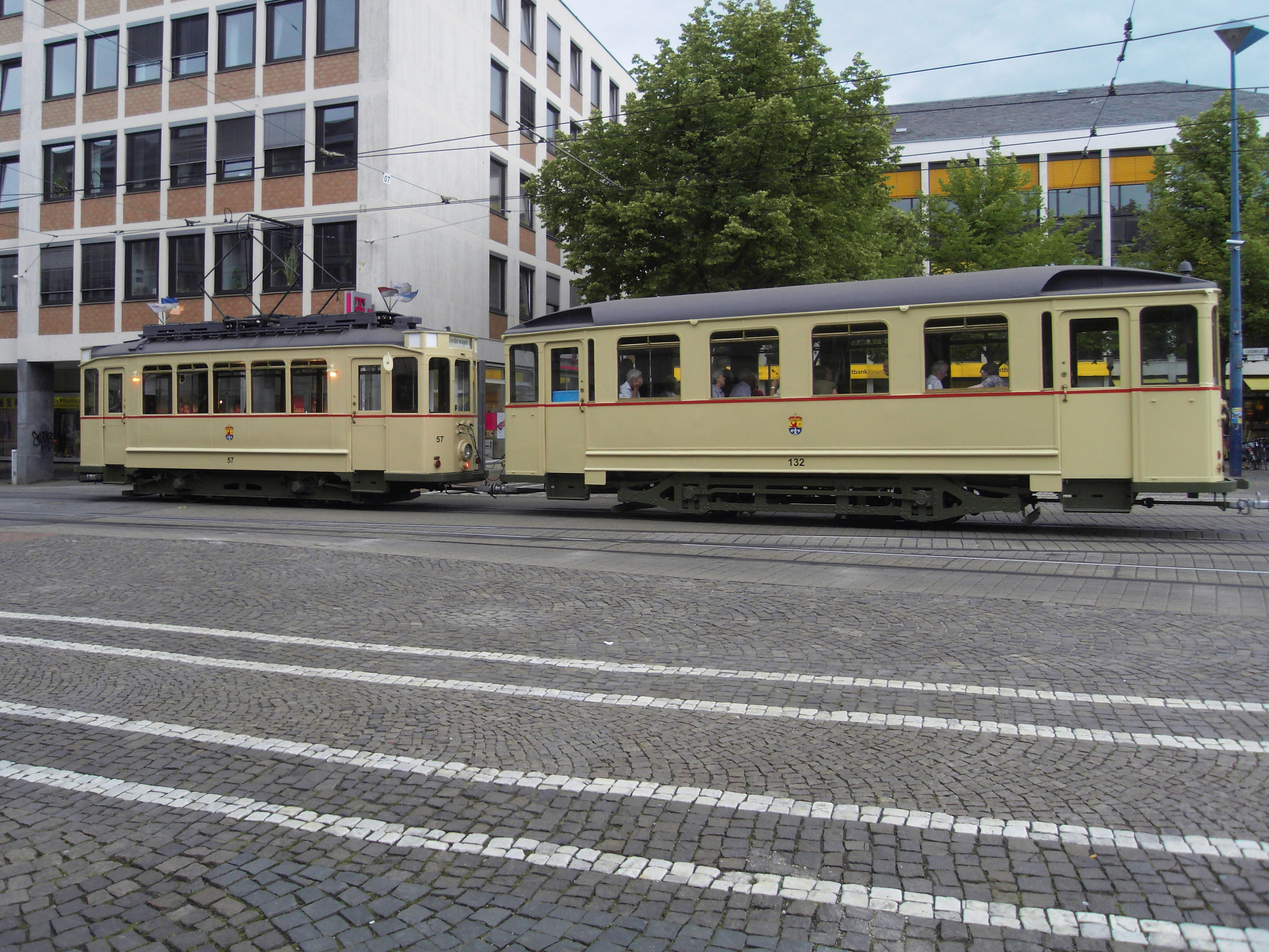
Historische Darmstädter Straßenbahn (2012)
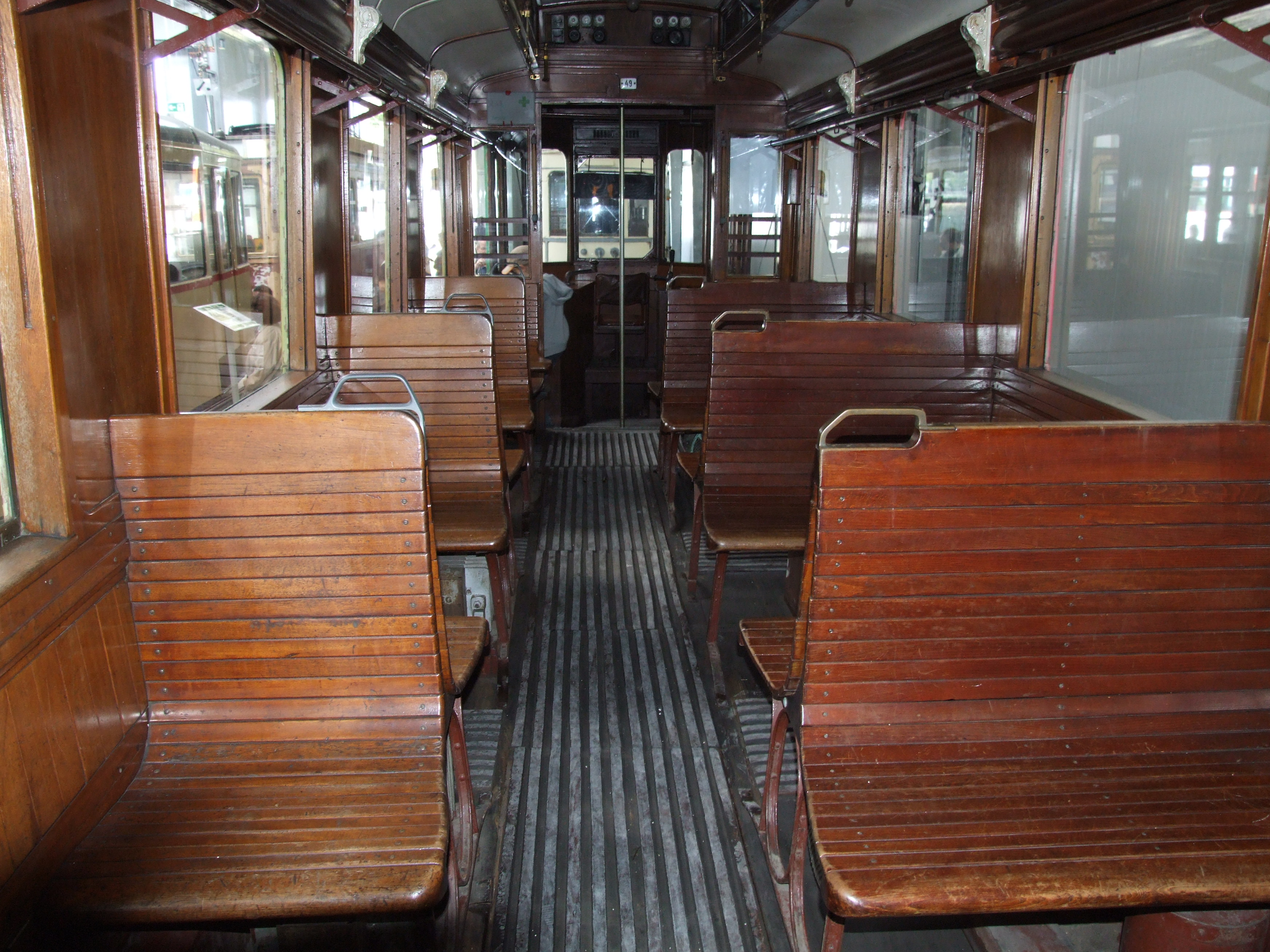
Historische Straßenbahn, Sitzbänke (2012)
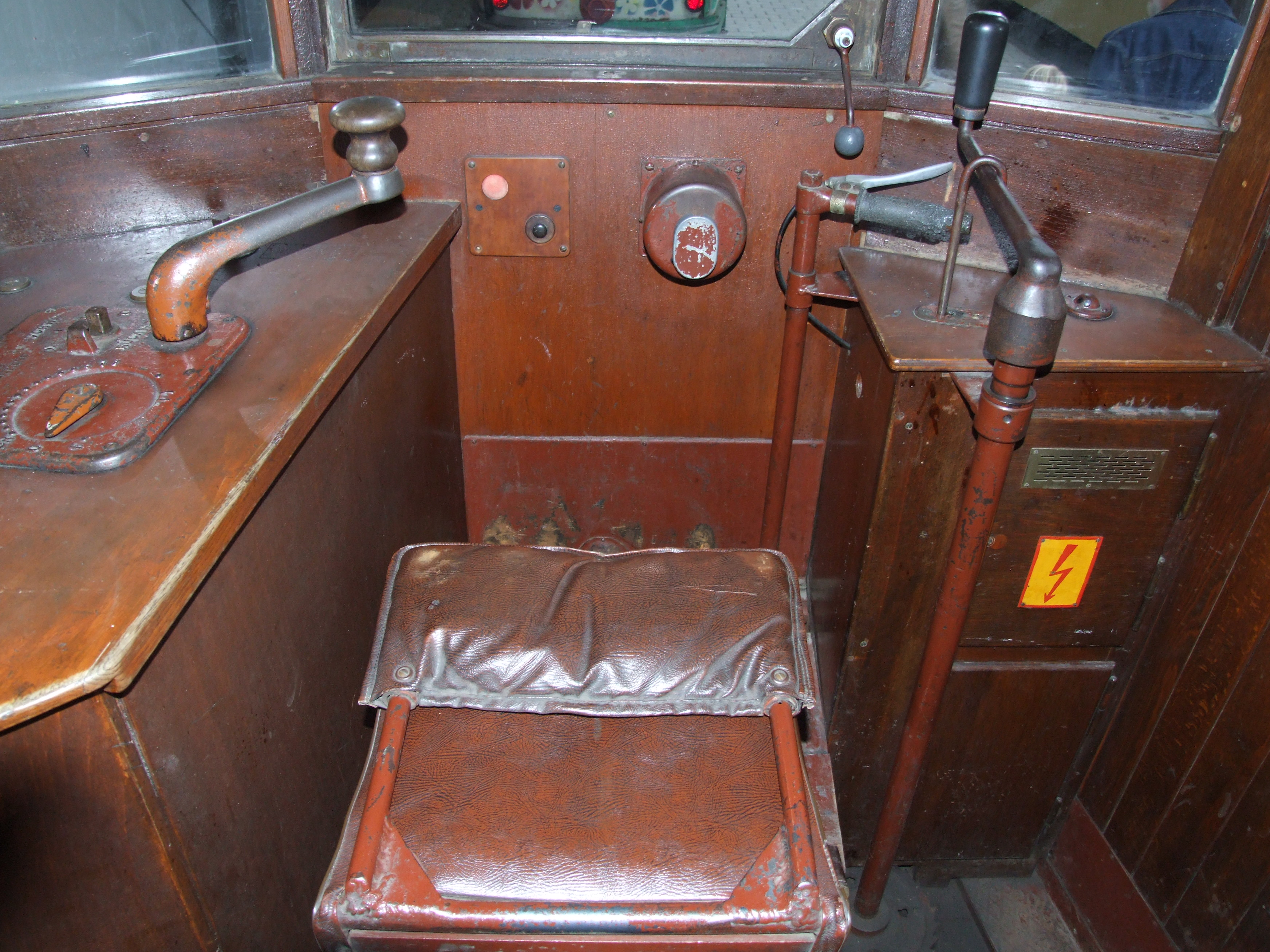
Historische Straßenbahn, Führerstand (2012)
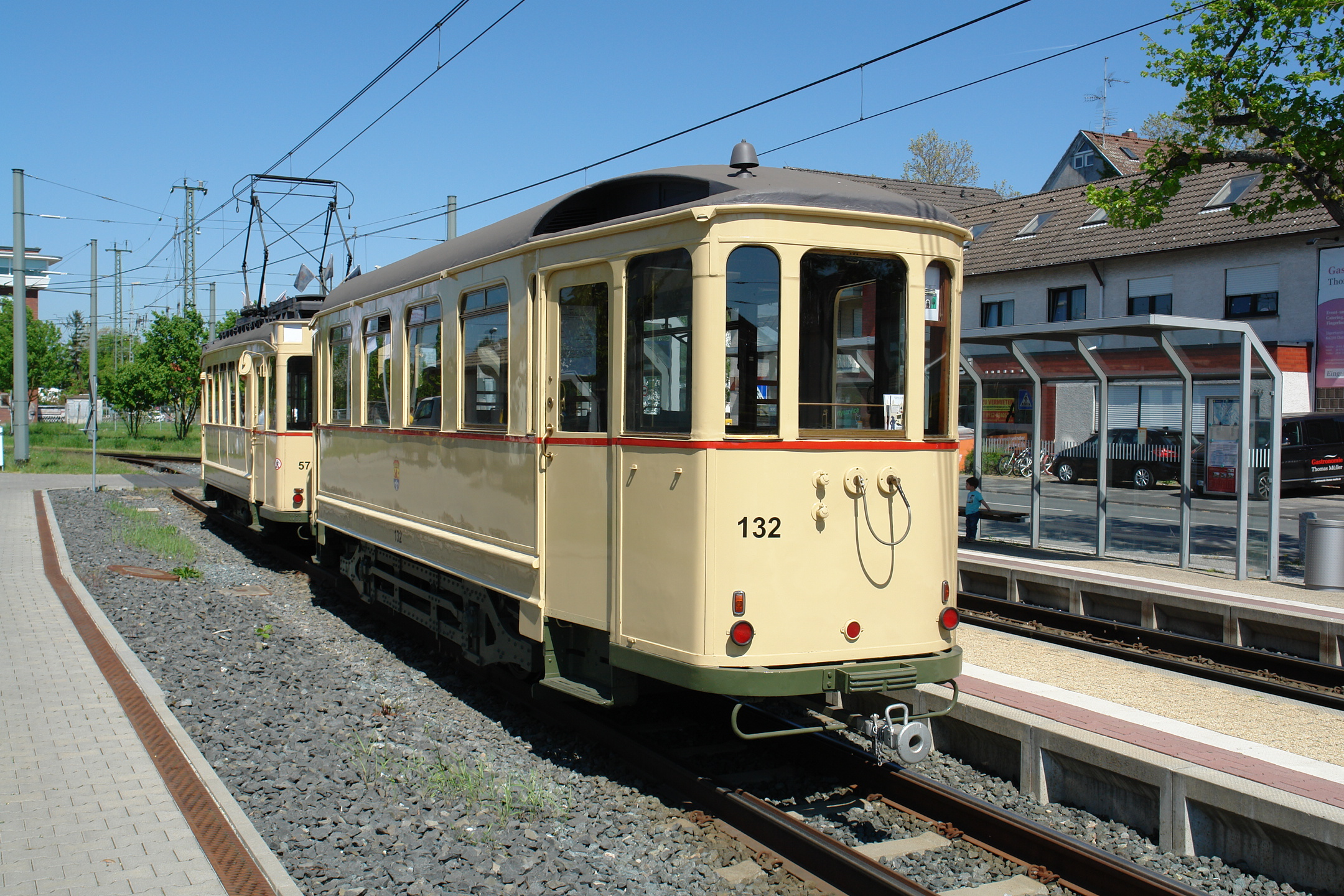
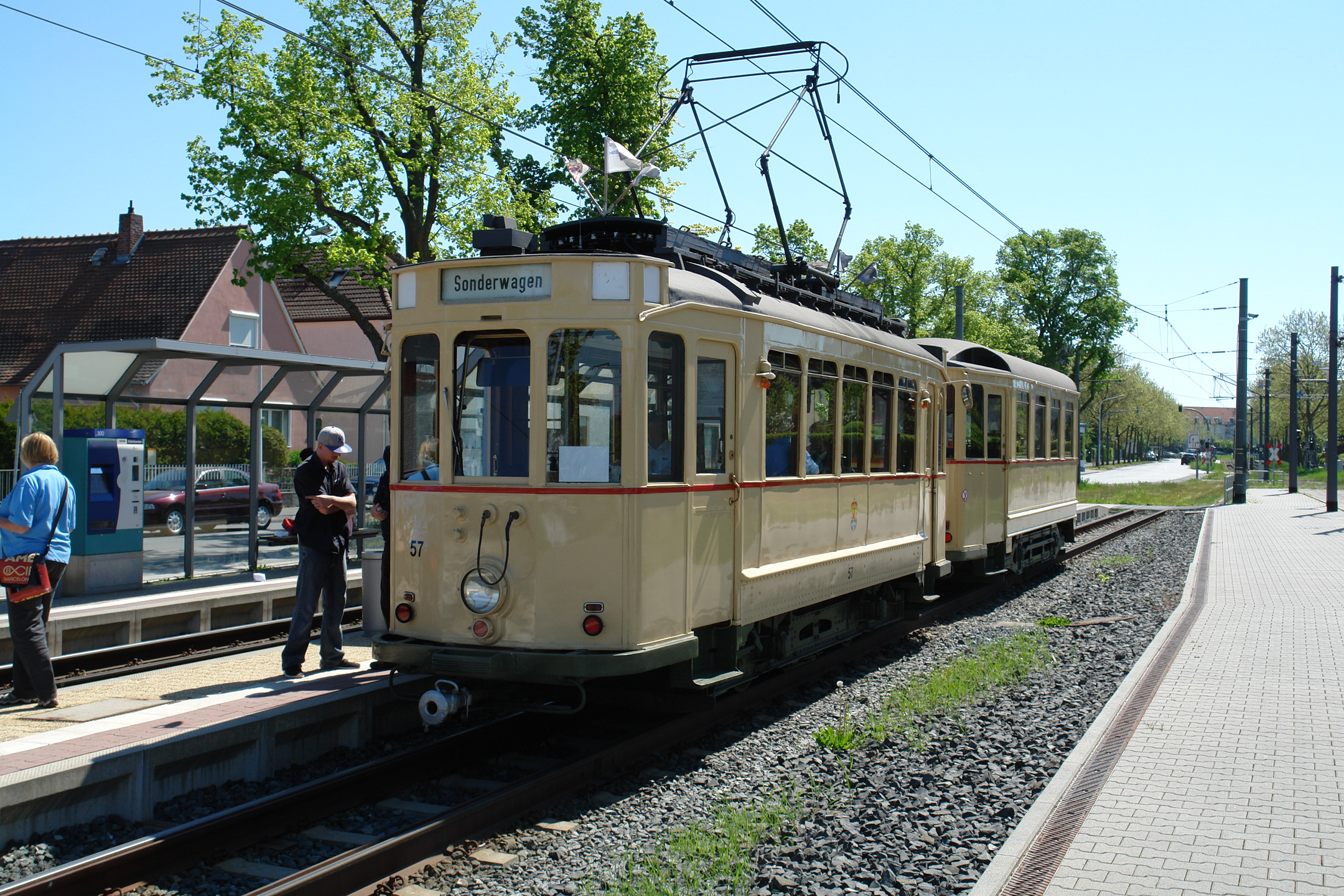
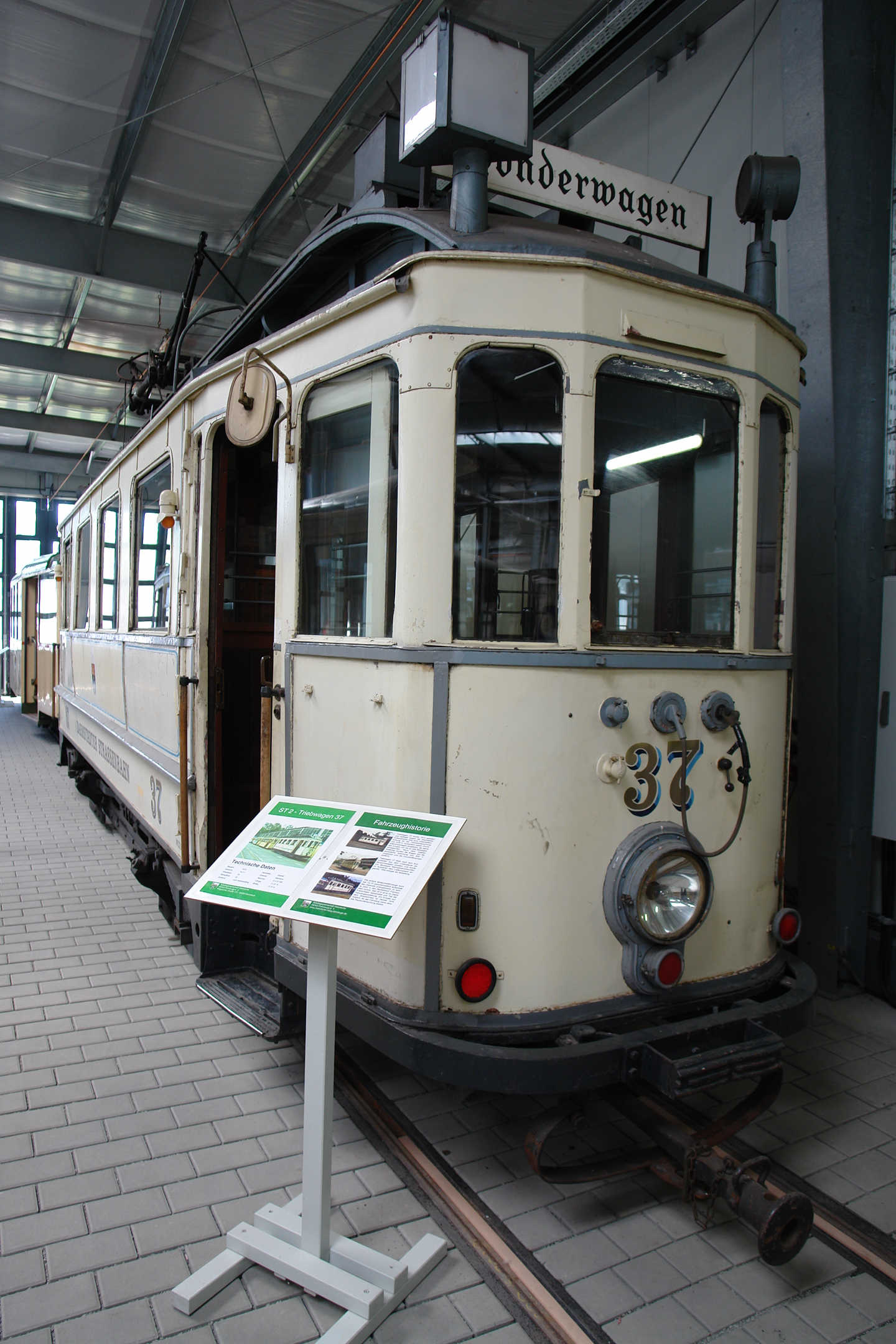
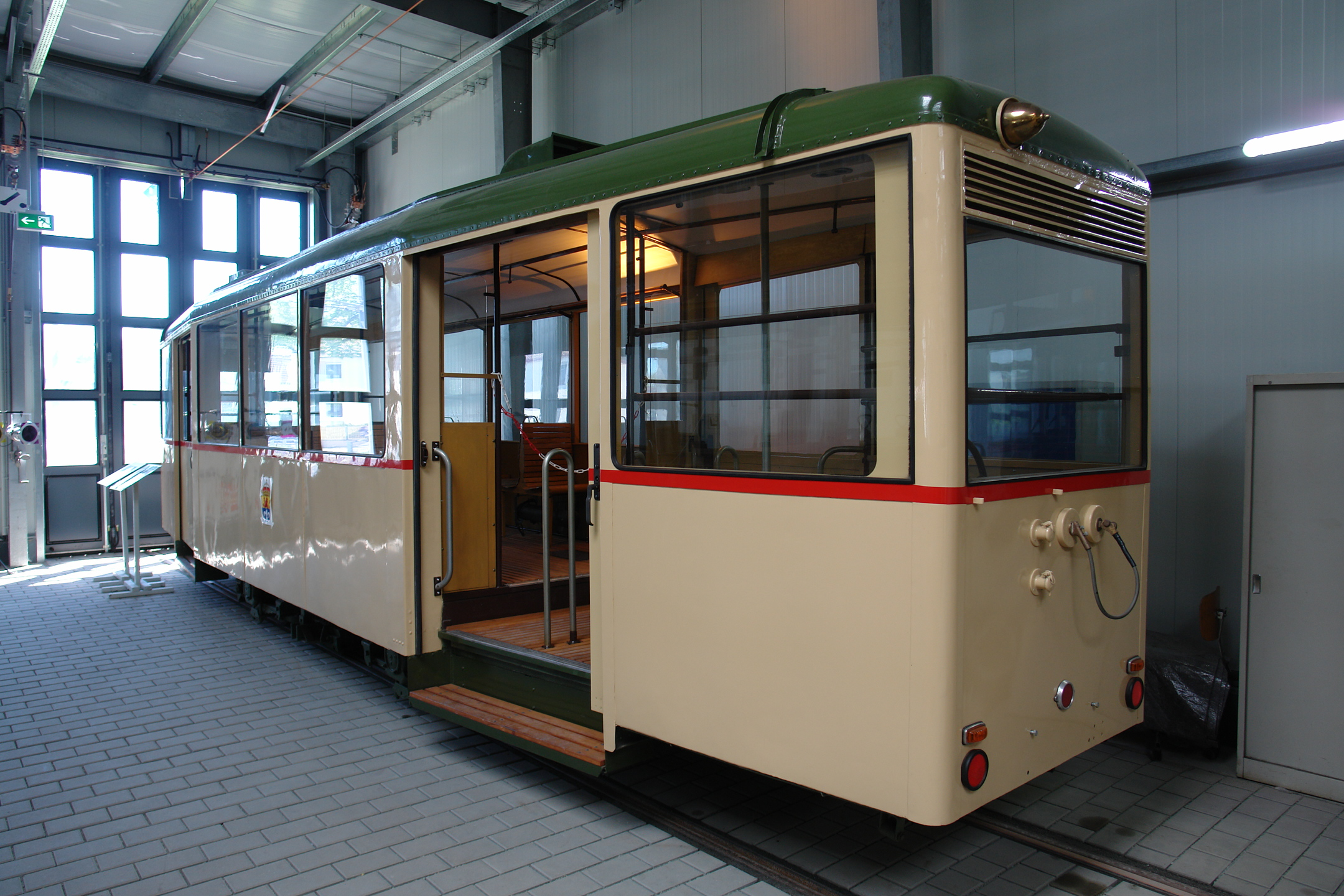
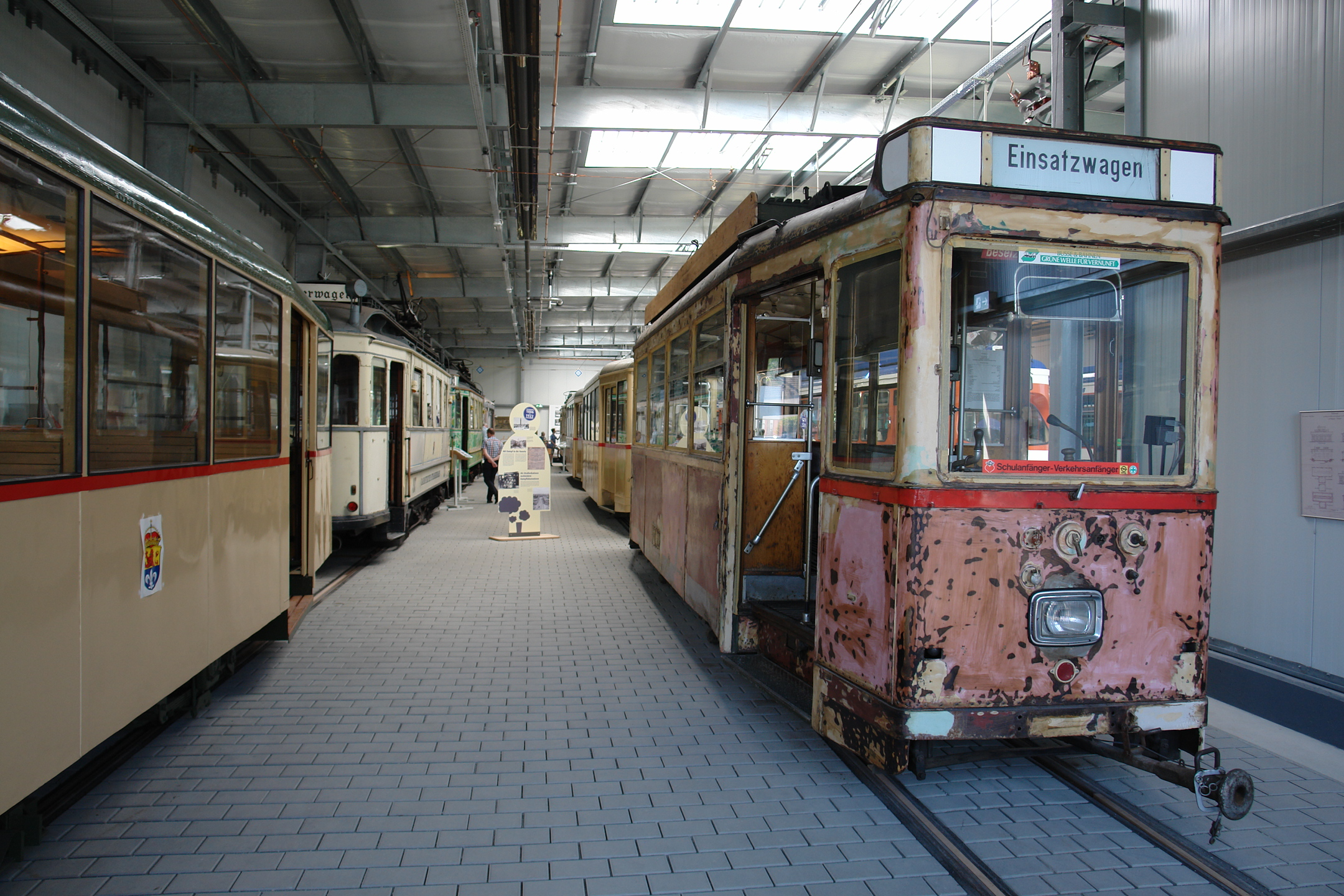
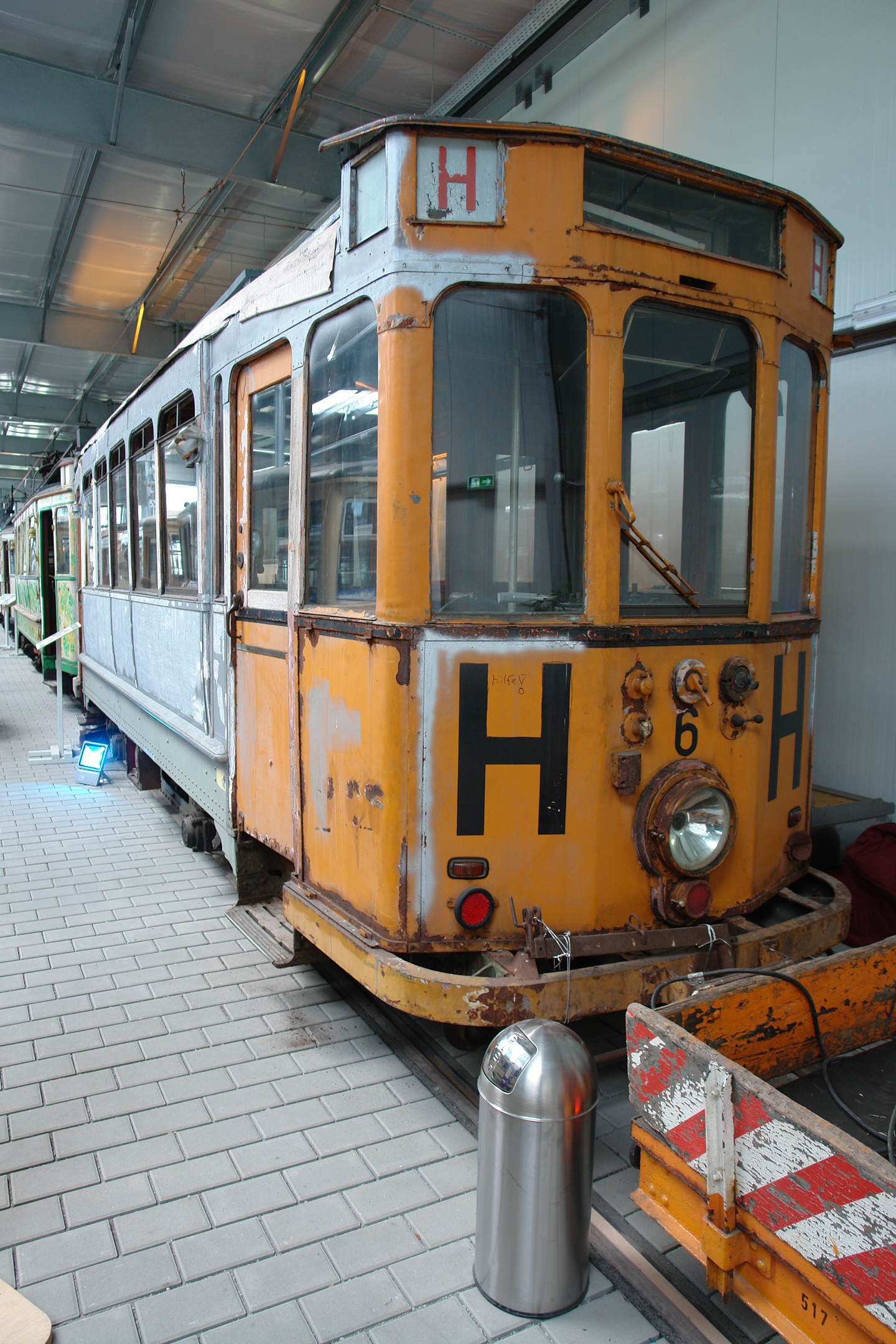